# Adama Traoré i Diarra
Adama Traoré i Diarra (castellà: Adama Traoré)  (l'Hospitalet de Llobregat, 25 de gener de 1996), conegut simplement com a Adama, és un futbolista català d'origen malià que juga com a extrem dret al Fulham FC. Ha estat internacional amb la selecció espanyola.

## Trajectòria esportiva

### FC Barcelona
Adama va entrar al futbol base (futbol 7) del FC Barcelona el 2004, a l'edat de 8 anys, després d'un breu període a l'Hospitalet i a la Florida, tots dos equips situats a l'Hospitalet de Llobregat. El 2013 va pujar a l'equip B i va fer el seu debut com a professional el 6 d'octubre, en una derrota en camp contrari per 0-1 davant la SD Ponferradina.
El 9 de novembre de 2013, Traoré va ser substituït al descans, però va ser expulsat per cometre un penal en una derrota per 0-3 davant el Real Jaén al Mini Estadi. Dues setmanes més tard, va jugar el seu primer partit de Lliga amb tan sols 17 anys, substituint Neymar en la part final de la victòria per 4-0 a casa davant el Granada; es va estrenar a la Lliga de Campions el 26 de novembre, entrant en lloc de Cesc Fàbregas en el minut 82 de la derrota per 1-2 a la fase de grups davant l'Ajax.
Traoré també va formar part de l'equip sub-19 del FC Barcelona a l'edició inaugural de la Lliga Juvenil de la UEFA, en què va jugar cinc vegades i va marcar dos gols en la consecució del trofeu. Va marcar el seu primer gol oficial amb el primer equip blaugrana el 16 de desembre de 2014, jugant 16 minuts i contribuint amb un gol en solitari a la golejada per 8-1 a la SD Huesca a la Copa del Rei 2014-15.

### Aston Villa
El 14 d'agost del 2015, Traoré va fitxar per l'Aston Villa de la Premier League amb un contracte de cinc anys per 7 milions de lliures esterlines (10 milions d'euros), que podria ascendir a 12 milions d'euros, i el Barça va incloure al seu contracte una clàusula de recompra de tres anys. Va debutar vuit dies després contra el Crystal Palace, i una centrada seva va provocar un gol en pròpia porta de Pape Souaré vuit minuts després d'haver entrat en el partit com a substitut de Carlos Sánchez. Va marcar el seu primer gol tres dies després, el primer de l'equip en una victòria per 5-3 a casa contra el Notts County a la segona ronda de la Copa de la Lliga.
El 2 de gener de 2016, Traoré va saltar al camp com a suplent a la segona part del partit contra el Sunderland, últim classificat, i en un contraatac va donar una assistència per al gol de l'empat de volea del seu compatriota Carles Gil, que va ser substituït posteriorment per una lesió, ja que el seu equip va perdre per 3-1. Després d'aquest partit, va ser apartat de l'equip per indisciplina, ja que la temporada va acabar amb el descens.

### Middlesbrough
El 31 d'agost de 2016, Traoré va signar un contracte de quatre anys amb el Middlesbrough per una quantitat no revelada. Va debutar el 10 de setembre de 2016 en una derrota a casa per 1-2 davant el Crystal Palace, substituint Cristhian Stuani durant els últims nou minuts; durant la seva primera temporada, va participar en 31 partits sense marcar.
Traoré va jugar durant la temporada 2017-18, primer a les ordres de Garry Monk i després de Tony Pulis, i la seva velocitat va causar de vegades diversos problemes als defenses rivals, incloent una impressionant actuació contra el Leeds United FC el 2 de març de 2018 a una victòria per 3-0. Va sumar cinc gols i deu assistències durant la temporada en què el seu equip va arribar als play-offs de la Championship, on va ser eliminat pel seu antic equip, l'Aston Villa; en conseqüència, va guanyar els premis de Jugador de l'Any dels Infles del Middlesbrough, Jugador Jove de l'Any i Jugador de l'Any.

### Wolverhampton Wanderers
El 8 d'agost del 2018 el Wolverhampton Wanderers el va incorporar, provinent del Middlesbrough.
El 8 d'agost del 2018, Traoré es va incorporar a l'acabat d'ascendir Wolverhampton Wanderers amb un contracte de cinc anys per una quantitat no revelada que rondava els 18 milions de lliures. Va marcar el seu primer gol amb l'equip i a la Premier League l'1 de setembre -en el seu 40è partit a la competició- en una victòria per 1-0 a casa davant el West Ham United. El primer cop que va sortir de titular fou el 27 d'octubre, en una derrota per 0-1 a casa davant el Brighton & Hove Albion.

### Retorn a Barcelona
El 29 de gener de 2022, el FC Barcelona va anunciar un acord amb el Wolverhampton Wanderers per portar Traoré de tornada, cedit, amb contracte fins al 30 de juny de 2022, amb opció de compra no obligatòria.

## Estadístiques
- Actualitzat fins l'últim partit 1 de març de 2020.[26]

| Club                                  | Temporada     | Lliga | Lliga | Lliga | Copa Nacional | Copa Nacional | Copa Nacional | Internacional | Internacional | Internacional | Total | Total | Total |
| Club                                  | Temporada     | Part. | Gols  | Assi  | Part.         | Gols          | Assi          | Part.         | Gols          | Assi          | Part. | Gols  | Assi  |
| ------------------------------------- | ------------- | ----- | ----- | ----- | ------------- | ------------- | ------------- | ------------- | ------------- | ------------- | ----- | ----- | ----- |
| FC Barcelona "B" Catalunya            | 2013-14       | 26    | 5     | 4     | -             | -             | -             | -             | -             | -             | 26    | 5     | 4     |
| FC Barcelona "B" Catalunya            | 2014-15       | 37    | 3     | 14    | -             | -             | -             | -             | -             | -             | 37    | 3     | 14    |
| FC Barcelona "B" Catalunya            | Total         | 63    | 8     | 18    | -             | -             | -             | -             | -             | -             | 63    | 8     | 18    |
| FC Barcelona Catalunya                | 2013-14       | 1     | 0     | 0     | -             | -             | -             | 1             | 0             | 0             | 2     | 0     | 0     |
| FC Barcelona Catalunya                | 2014-15       | 0     | 0     | 0     | 2             | 1             | 0             | -             | -             | -             | 2     | 1     | 0     |
| FC Barcelona Catalunya                | Total         | 1     | 0     | 0     | 2             | 1             | 0             | 1             | 0             | 0             | 4     | 1     | 0     |
| Aston Villa FC Anglaterra             | 2015-16       | 10    | 0     | 2     | 1             | 1             | 0             | -             | -             | -             | 11    | 1     | 2     |
| Aston Villa FC Anglaterra             | 2016-17       | 1     | 0     | 0     | -             | -             | -             | -             | -             | -             | 1     | 0     | 0     |
| Aston Villa FC Anglaterra             | Total         | 11    | 0     | 2     | 1             | 1             | 0             | -             | -             | -             | 12    | 1     | 2     |
| Middlesbrough FC Anglaterra           | 2016-17       | 27    | 0     | 1     | 4             | 0             | 0             | -             | -             | -             | 31    | 0     | 1     |
| Middlesbrough FC Anglaterra           | 2017-18       | 36    | 5     | 10    | 4             | 0             | 2             | -             | -             | -             | 40    | 5     | 12    |
| Middlesbrough FC Anglaterra           | Total         | 63    | 5     | 11    | 8             | 0             | 2             | -             | -             | -             | 71    | 5     | 13    |
| Wolverhampton Wanderers FC Anglaterra | 2018-19       | 29    | 1     | 1     | 7             | 0             | 2             | -             | -             | -             | 36    | 1     | 3     |
| Wolverhampton Wanderers FC Anglaterra | 2019-20       | 37    | 4     | 9     | 2             | 0             | 0             | 13            | 2             | 3             | 52    | 6     | 12    |
| Wolverhampton Wanderers FC Anglaterra | Total         | 66    | 5     | 10    | 9             | 0             | 2             | 13            | 2             | 3             | 88    | 7     | 15    |
| Total carrera                         | Total carrera | 204   | 18    | 41    | 20            | 2             | 4             | 14            | 2             | 3             | 238   | 22    | 47    |